# スペクトル (2016年の映画)
『スペクトル』（原題: Spectral）は、2016年に公開されたアメリカ合衆国のSFスリラー・アクション映画である。
監督はニック・マチュー、出演はジェームズ・バッジ・デール、エミリー・モーティマー、ブルース・グリーンウッド、マックス・マーティーニらが務めた。
本作はNetflixのオリジナル作品として、2016年12月9日に日本を含め世界同時にストリーミング配信されている。

## あらすじ
東欧のモルドバで、市民と反乱軍らは共に混乱状態へと陥っていた。その最中、アメリカ陸軍特殊部隊のデイヴィス軍曹が正体不明の敵に襲われ死亡する。兵士が装着していたゴーグルには幽霊のような「何か」が映っていた。
このような不可解な事態を解明するため、現地のCIAとデルタフォースらは国防高等研究計画局から科学者のクライン博士を派遣させる。このときCIA職員のフランは、幽霊について「クローキング装置によるもの」とみていたが、クライン博士はより詳しい映像が必要だと判断した。
正体不明の敵は、現地で「アラタレ」と呼称されていた。翌日、ドゥルレシュティで反乱軍と交戦中であったユタ部隊から、通信機能の不具合の報告と共に「幽霊を見た」と無線で連絡が来る。
調査に駆り出されたクライン博士は更なる映像を撮影するべく、兵士らと共に反乱軍に制圧された5階建ての建物に向かった。そこでの捜索中にアラタレと遭遇し、銃撃するも銃弾はアラタレの身体を通り抜けてしまい、次々と兵士達は倒され窮地に立たされてしまう。

## キャスト
| 配役                         | 俳優                       | 日本語吹替   |
| ---------------------------- | -------------------------- | ------------ |
| クライン博士                 | ジェームズ・バッジ・デール | 勝杏里       |
| フラン・マディソン           | エミリー・モーティマー     | 御沓優子     |
| オーランド大将               | ブルース・グリーンウッド   | 相沢まさき   |
| セッションズ少佐             | マックス・マーティーニ     | 三宅健太     |
| マルコ・カブレラ大尉         | ゴンザロ・メネンデス       | 烏丸祐一     |
| トール軍曹                   | クレイン・クロフォード     | 荒井勇樹     |
| アレッシオ                   | コーリー・ハードリクト     | 落合佑介     |
| チェン軍曹                   | ルイ・オザワ               | 菊池通武     |
| スティーブ・マクファデン軍曹 | ジミー・エイキングボラ     | 高坂宙       |
| ミンダラ                     | ライアン・ロビンス         | 瀧村直樹     |
| タルボット                   | ディラン・スミス           |              |
| クリス・デイヴィス軍曹       | フィリップ・バルコック     | 手塚ヒロミチ |
| エフレム                     | マイケル・ボディ           | 水越健       |
| リロ・ディアス軍曹           | ロイス・ピエールソン       |              |
| サリ                         | ユーソラ・パーカー         | 田中杏沙     |
| ボグダン                     | アーロン・セバン           | おまたかな   |
| ルイス                       | マーク・オニール           |              |

日本語版スタッフ：演出：尾崎順子、翻訳：小尾恵理、制作：スタジオ・エコー

## 製作
2014年の夏、レジェンダリー・ピクチャーズとユニバーサル・ピクチャーズは、CMディレクターのニック・マチューによってフライドの脚本で映画製作することを発表した。

### 撮影
製作は2014年8月7日に開始した。
撮影は2014年8月28日、ハンガリーのブダペストにある通りや建物で行われ、2015年8月に終了。ピーター・ジャクソンのWeta Workshopで、武器や特殊効果が作られた。
ユニバーサル・ピクチャーズは2016年8月にリリースを予定していたが、2016年12月9日にNetflixへ権利を移譲した。

## 評価
本作に対する批評家からの評価は平凡なものに留まっている。映画批評集積サイトのRotten Tomatoesには8件のレビューがあり、批評家支持率は75%、平均点は10点満点で5.7点となっている。